# Millettia latifolia
Millettia latifolia är en ärtväxtart som beskrevs av Stephen Troyte Dunn. Millettia latifolia ingår i släktet Millettia och familjen ärtväxter. Inga underarter finns listade i Catalogue of Life.